# Georg Åberg
Nils Georg Åberg (ur. 20 stycznia 1893 w Hällestad, zm. 18 sierpnia 1946 w Sztokholmie) – szwedzki lekkoatleta specjalizujący się w skoku w dal oraz w trójskoku, uczestnik letnich igrzysk olimpijskich w Sztokholmie (1912), dwukrotny medalista olimpijski: srebrny w trójskoku oraz brązowy w skoku w dal.

## Sukcesy sportowe
- trzykrotny mistrz Szwecji w skoku w dal – 1912, 1913, 1915[1]

| Rok  | Miasto    | Zawody               | Konkurencja         | Wynik                       |
| ---- | --------- | -------------------- | ------------------- | --------------------------- |
| 1912 | Sztokholm | Igrzyska olimpijskie | trójskok skok w dal | srebrny medal brązowy medal |

## Rekordy życiowe
- skok w dal – 7,18 (1912)
- trójskok – 14,51 (1912)